# Šimonosecká mírová smlouva

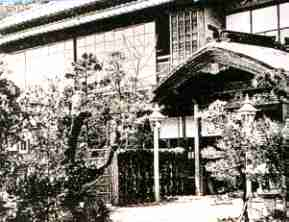
Shunpanro Hotel v Šimonoseki, kde byla smlouva uzavřena.

Šimonosecká mírová smlouva (japonsky: 下関条約, českým přepisem "Shimonoseki Jōyaku"; čínsky: 馬關條約; zjednodušené znaky: 马关条约; pinyin: Mǎguān tiáoyuē), známá také jako Maguanská smlouva byla podepsána 17. dubna 1895 mezi Japonskem a Čínou. Ukončila první čínsko-japonskou válku z let 1894–1895. Smlouva byla formulovaná ve smyslu jednoznačného vítězství Japonska. Mírová konference se uskutečnila v období od 20. března do 17. dubna 1895.

## Náplň smlouvy
Čína se zavázala odstoupit vůči Japonsku Tchaj-wan (Formosa), Pescadorské ostrovy (Pcheng-chu lie-tao) a poskytnout pronájem Liao-tungského poloostrova na němž byla umístěna námořní základna Port Arthur. Dále se zřekla svých teritoriálních nároků na Koreu, čímž ji předala do japonské sféry vlivu a měla mu zaplatit 200 miliónů taelů. Obchodní smlouvy pak otevřely některé přístavy a říční plavbu v Číně pro japonské obchodníky.
Japonsko bylo částečně připraveno o své územní zisky pod tlakem velmocí (Ruska, Francie a Německa). 3. května 1895 bylo donuceno odstoupit přístav Port Arthur, jehož držitelem se stalo Rusko formou pronájmu na 25 let.
Přetrvávající čínsko-japonské napětí a vleklé spory vyvrcholily o čtyřicet let později druhou čínsko-japonskou válkou.